# Piper rioense
Piper rioense är en pepparväxtart som beskrevs av Truman George Yuncker. Piper rioense ingår i släktet Piper och familjen pepparväxter. Inga underarter finns listade i Catalogue of Life.